# Apácaasztrild
Az apácaasztrild (Estrilda nonnula) a madarak osztályának verébalakúak (Passeriformes) rendjébe, ezen belül a díszpintyfélék (Estrildidae) családjába tartozó faj.

## Rendszerezése
A fajt Gustav Hartlaub német orvos és ornitológus írta le 1883-ban, az Astrilda nembe Astrilda nonnula néven.

## Alfajai
- Estrilda nonnula eisentrauti Wolters, 1964
- Estrilda nonnula elizae Alexander, 1903
- Estrilda nonnula nonnula Hartlaub, 1883[2]

## Előfordulása
Afrikában Burkina Faso, Burundi, a Dél-afrikai Köztársaság, Dél-Szudán, Egyenlítői-Guinea, Gabon, Kamerun, Kenya, a Kongói Demokratikus Köztársaság, a Közép-afrikai Köztársaság, Nigéria, Ruanda, Szudán, Tanzánia és Uganda. 
Természetes élőhelyei a szubtrópusi vagy trópusi síkvidéki esőerdők, száraz erdők, cserjések és szavannák, valamint szántóföldek és vidéki kertek. Állandó, nem vonuló faj.

## Megjelenése
Testhossza 11 centiméter.
|  |

## Természetvédelmi helyzete
Az elterjedési területe rendkívül nagy, egyedszáma pedig stabil. A Természetvédelmi Világszövetség Vörös listáján nem fenyegetett fajként szerepel.